# Fritz Neuenhahn

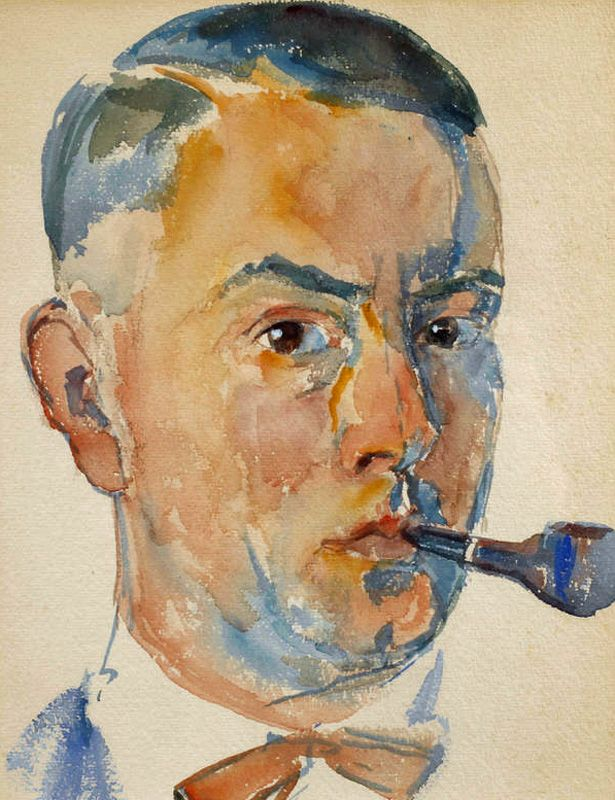
Fritz Neuenhahn: Autorretrato, acuarela, hacia 1940

Fritz Neuenhahn (también Friedrich Neuenhahn, n. 4 de marzo de 1888 en Eisenach; † 13 de agosto de 1947 en Weimar) fue un pintor y dibujante alemán.

## Trayectoria
Fritz Neuenhahn solo usó este nombre en relación con su trabajo artístico. En la vida civil su nombre era el más formal Friedrich Neuenhahn. Recibió su formación pictórica en la escuela de arte de Weimar con los maestros Theodor Hagen (1842-1919), Max Thedy (1858-1924), Ludwig von Hofmann (1861-1945) y Sascha Schneider (1870-1927). En 1919/1920 estudió tallado en madera durante dos semestres en la Bauhaus de Weimar.

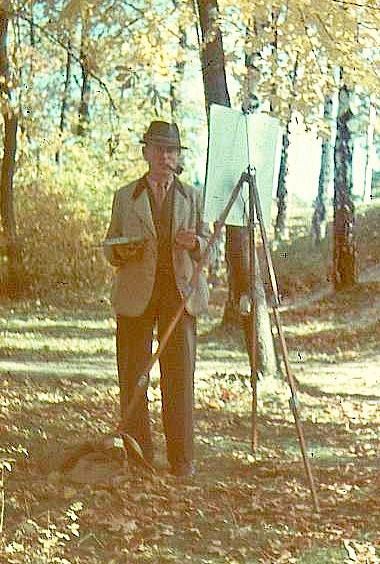
Neuenhahn pintando al aire libre

Aunque domina varias técnicas, la más importante y sofisticada de Neuenhahn fue la acuarela y su tema preferido fue el paisaje. Pero su obra también incluye retratos de personas y bodegones como ramos de flores. Un ejemplo temprano de retrato de una persona es un boceto a lápiz de la joven Marlene Dietrich (1901-1992) cuando estaba en Weimar para recibir lecciones de violín en 1920/1921. Se considera la primera representación artística de la Dietrich.
Hasta su disolución en 1933, Neuenhahn fue miembro de la Asociación de Artistas Visuales del Reich en Alemania. Estuvo casado dos veces. Con su primera esposa Ike tuvo a las hijas Bárbara y Marit y con la segunda, Heida, su hijo Wilhelm y sus hijas Marlene y Christa. Wilhelm se convirtió en el actor Willi Neuenhahn (1928-1993).

## Obras (selección)
- Bodegón de flores de pradera, acuarela (c. 1920)
- Marlene Dietrich, dibujo a lápiz (1921)
- Amazona descansando, pintura al óleo (1922)
- El Schmollensee cerca de Bansin, acuarela (1924)
- Bañistas cerca de Dievenow, Pomerania Occidental, óleo sobre cartón (1924)
- Descansando junto al lago, acuarela (1926)
- Retrato de dama, (su esposa Heida), tizas y carboncillo (1926)
- Tarde de verano, acuarela (1929)
- Flores de la rosa de Navidad, acuarela (1929)
- Paisaje escondido, acuarela (1929)
- El lago de los cisnes en Hiddensee (1929)
- Mujeres en la playa, Hiddensee (1929)
- Deshielo cerca de Oberweimar, acuarela (c. 1920-1930)
- Zinnias en jarrón de cristal, acuarela (1931)
- Ruinas de la iglesia Hoff en Pomerania, acuarela (1934)
- Autorretrato, acuarela (c. 1940)
- Dama con abrigo verde, pintura al óleo
- Parque de Weimar, acuarela
- Comienzo de la primavera en el parque con la Casa del jardín de Goethe, acuarela
- Vista impresionista del bosque Óleo sobre cartón

## Galería

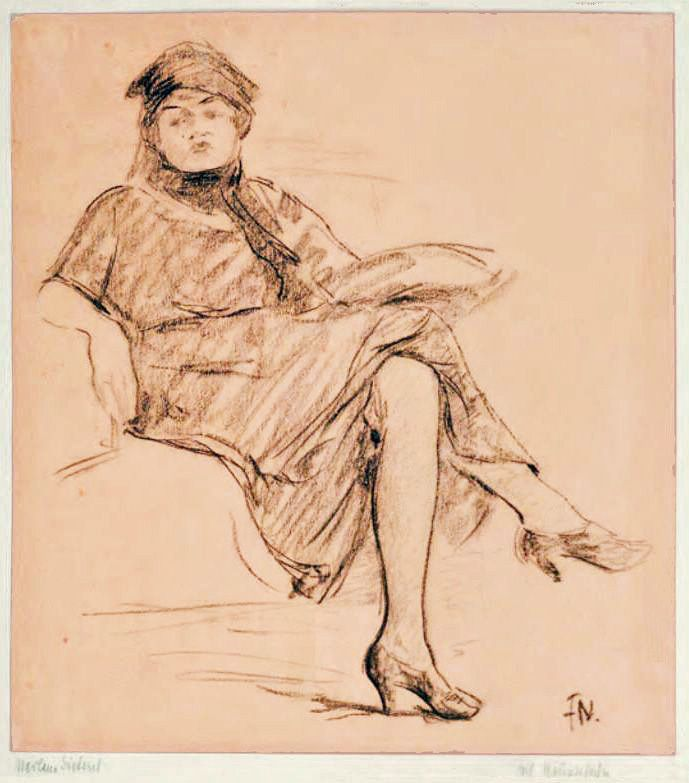
Marlene Dietrich (1921)
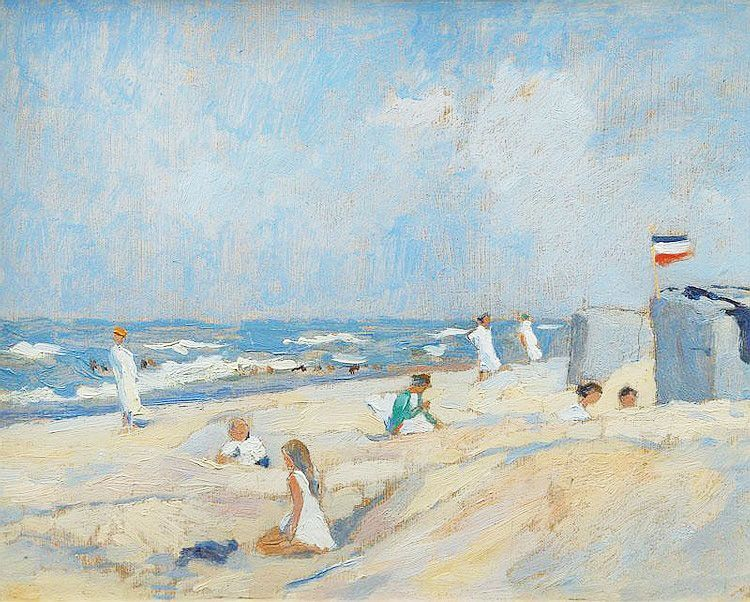
Bañistas cerca de Dievenow, Pomerania Occidental (1924)
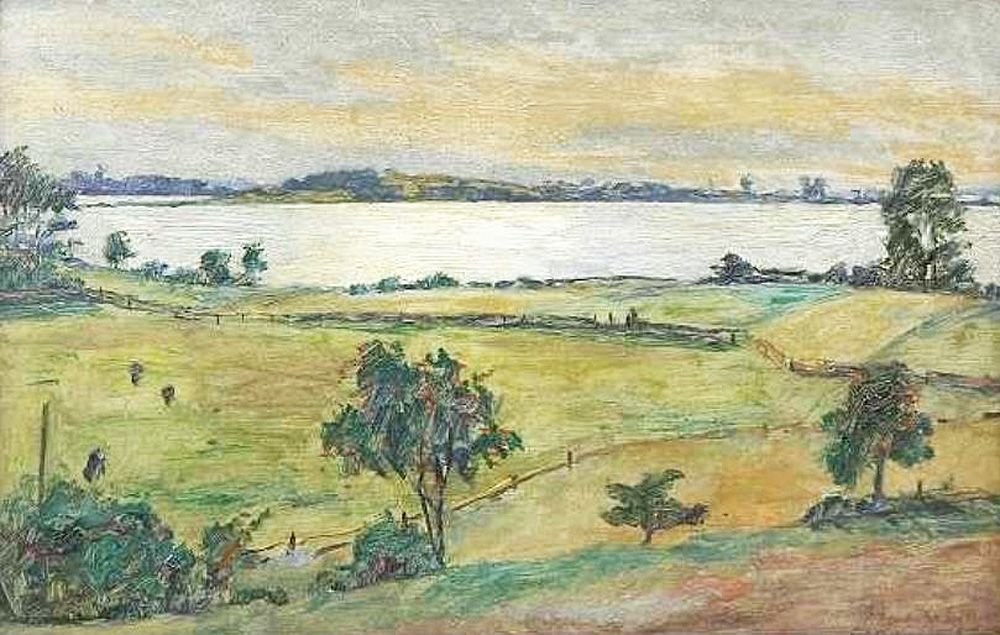
El Schmollensee (1924)
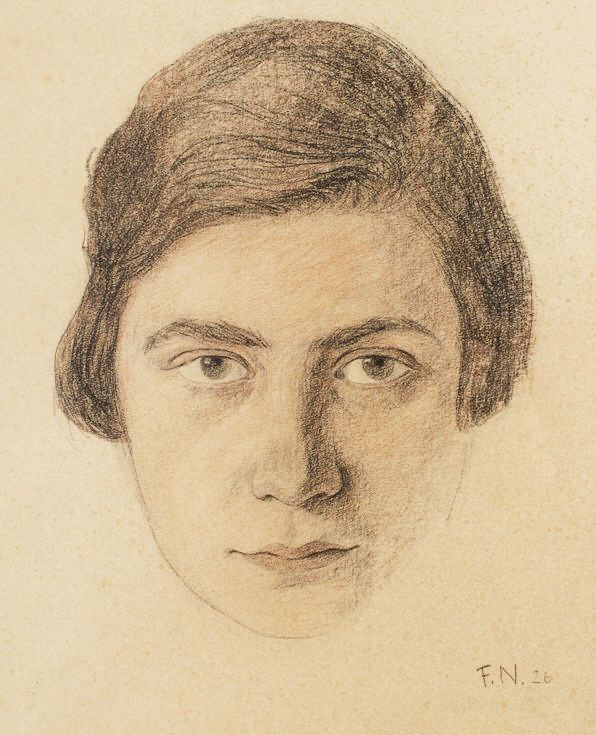
Retrato de dama (su esposa Heida) (1926)
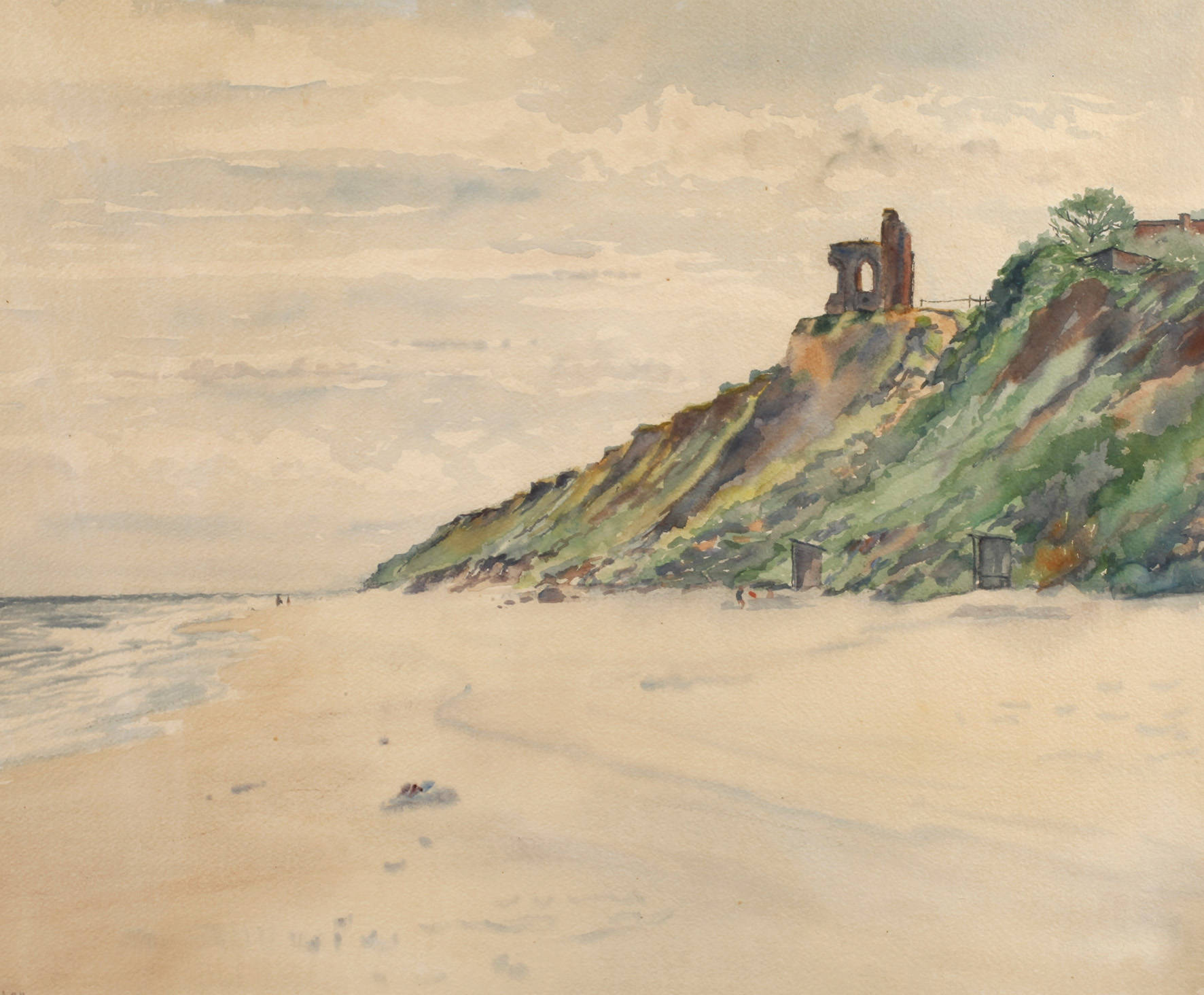
Ruinas de la iglesia de Hoff en Pomerania (1934)
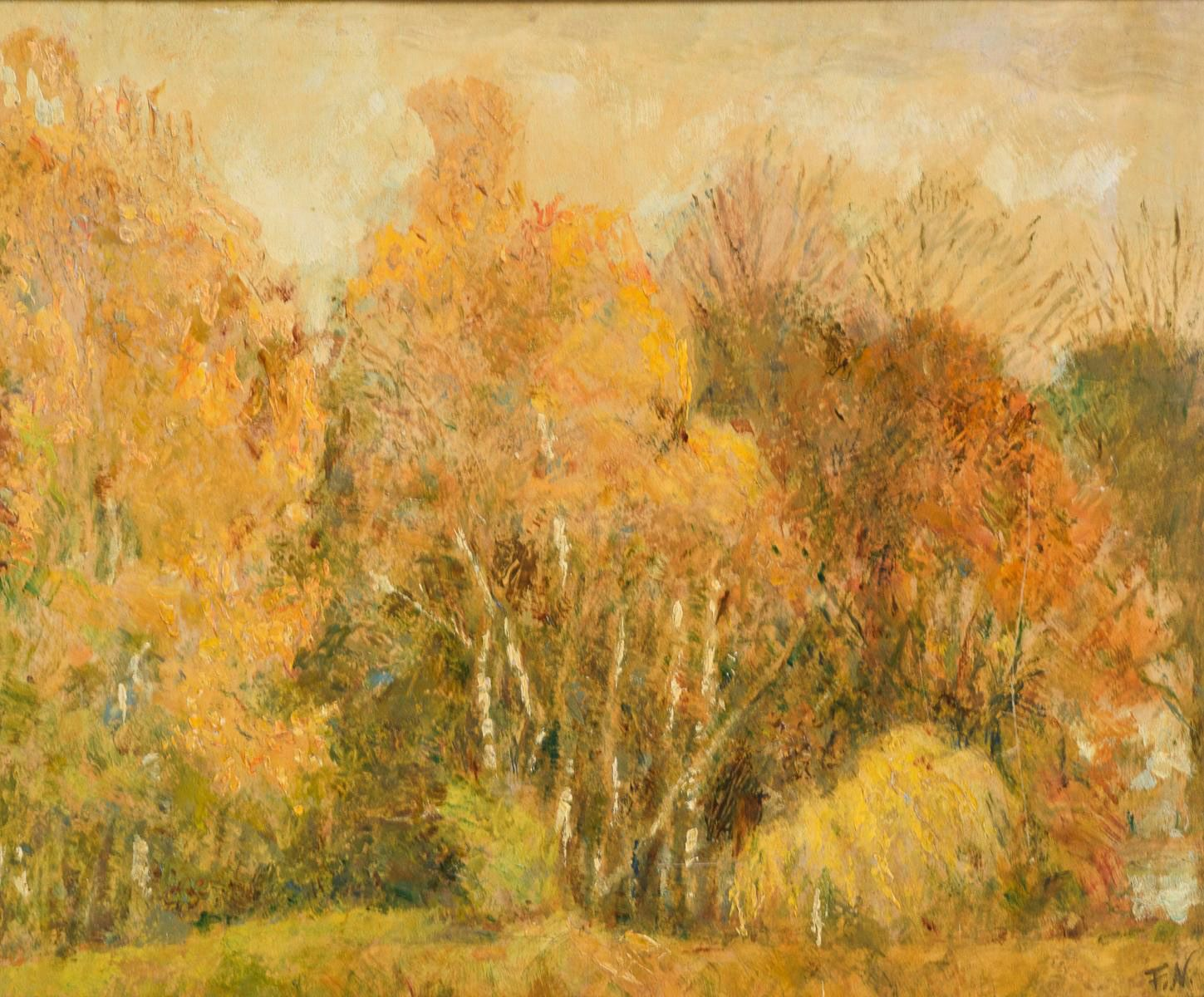
Fritz Neuenhahn - Impressionistische Waldansicht
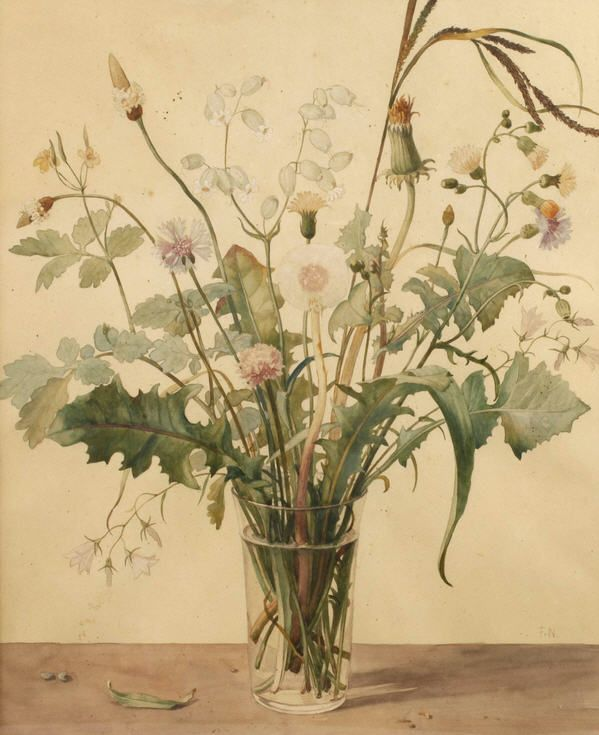
Fritz Neuenhahn - Wiesenblumenstillleben
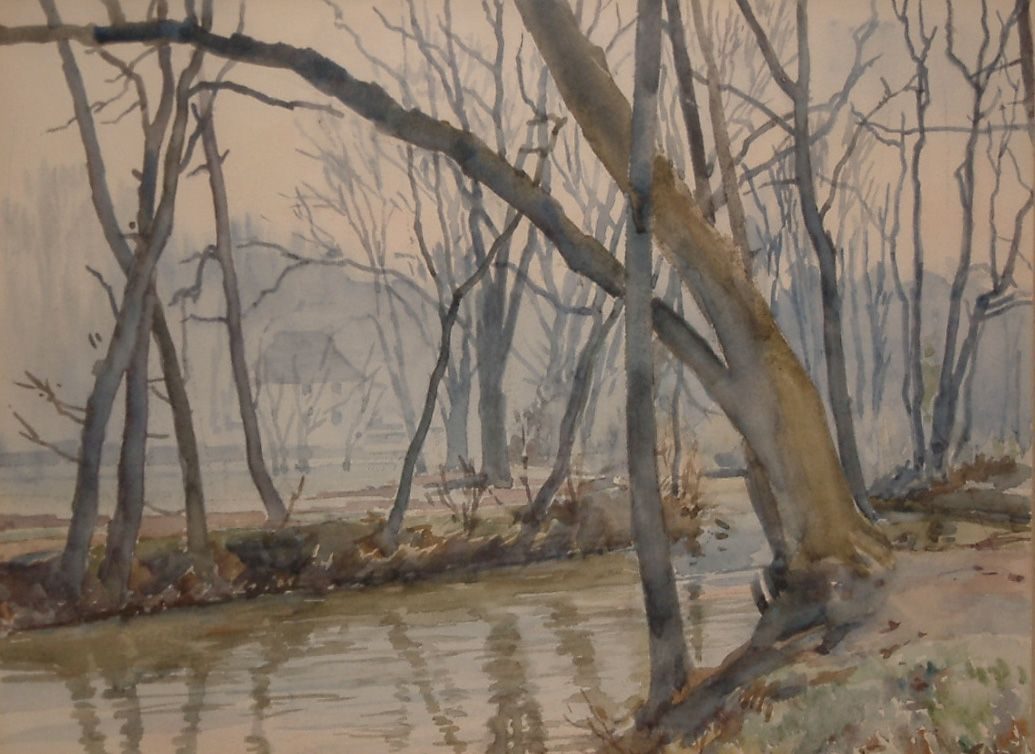
Fritz Neuenhahn - Frühlingsbeginn im Park Weimar mit Goethes Gartenhaus